# Heinrich I. von Bingarten
Heinrich I. von Bingarten (geboren um 1090; gestorben 1155 in Hersfeld) war Benediktinermönch und von 1127 bis zu seinem Tod Abt der Reichsabtei Hersfeld sowie kurzzeitig zwischen 1148 und 1149 Abt der Reichsabtei Fulda. Unter seiner Leitung erlebte die Reichsabtei Hersfeld einen Höhepunkt ihrer Bedeutung und ihres Einflusses im Reich.

## Leben
Die Herkunft des aus einer Adels- oder Ministerialenfamilie stammenden Abtes ist nicht eindeutig geklärt. In Frage kommen sowohl der heute zu Münchberg gehörende Ort Biengarten in Oberfranken oder ein gleichnamiger, wüst gefallener Ort im Oberamt Haselstein des Hochstifts Fulda auf dem heutigen Gemeindegebiet von Rasdorf. Wahrscheinlich trat er bereits in jungen Jahren um 1100 als Novize in die Reichsabtei Fulda ein und legte vor 1127 seine Ordensgelübde ab.
Gegen Ende des Jahres 1127 oder Anfang 1128 wurde Heinrich zum Abt der benachbarten Reichsabtei Hersfeld gewählt. Der neue Abt wurde bald in der Reichspolitik aktiv, während seiner Amtszeit war er fast jedes Jahr auf Hoftagen der in dieser Zeit herrschenden Kaiser und Könige anwesend. Auf einem Hoftag in Lüttich Ende März/Anfang April 1131 erreichte er von Papst Innozenz II., der sich dort mit König Lothar III. getroffen hatte, ein päpstliches Gesamtprivileg für die Reichsabtei, in dem Hersfeld unter anderem die Zehnten im Hassegau und dem Friesenfeld bestätigt wurden, die seit dem 9. Jahrhundert ein Zankapfel zwischen der Reichsabtei und dem Bistum Halberstadt waren. 1134 bestätige Lothar III. dem Abt diese Zehnten und den Besitz der Kirchen in Allstedt, Riestedt und Osterhausen. Bei einem Aufenthalt des Kaisers in Hersfeld erhielt der Abt von Lothar III. das Eigentum an allen zuerkannt, die sich auf Abtsboden niederließen. Südlich von Hersfeld ließ Heinrich wahrscheinlich den nach ihm benannten Klosterhof Bingartes anlegen, der heute noch als Flurname erhalten ist. 
Auch zu Kaiser Lothars Nachfolger, König Konrad III., unterhielt der Abt gute Beziehungen, mehrfach war er auf dessen Hoftagen anwesend und wurde als Zeuge auf Königsurkunden genannt, so etwa 1144 in Würzburg und 1145 in Worms. Bereits kurz nach seiner Wahl versammelte Konrad III. im Jahr 1139 bei Hersfeld sein Heer zu einem Feldzug gegen den sächsischen Herzog Heinrich den Stolzen, der ihm die Huldigung als König verweigert hatte. Abt Heinrich konnte den König und eine Reihe von Bischöfen und Fürsten anlässlich der Weihe der neuen Stiftskirche 1144 in der Reichsabtei begrüßen. Der Neubau, die heutige Stiftsruine Bad Hersfeld, war unter Abt Meginher 1038 begonnen worden, nachdem die Vorgängerkirche einem Brand zum Opfer gefallen war. Der König gab der Reichsabtei  aus diesem Anlass einen Weinzehnten von den Ingelheimer Reichsgütern und bestätigte all ihren Besitz. 1146 hielt sich Konrads Gemahlin, Gertrud von Sulzbach nach der Geburt ihres Sohnes Friedrich in der Abtei auf, wo sie jedoch erkrankte und am 14. April verstarb. 
Im November 1148 wählte ihn das Kapitel seiner früheren Abtei Fulda als Heinrich II. auch zum dortigen Abt. Das führte jedoch zu Protesten von Erzbischof Heinrich I. von Mainz als dem zuständigen Diözesanbischof. Auch König Konrad III. lehnte diese Ämterhäufung ab. Der Mainzer Erzbischof lud Abt Heinrich 1149 vor sein Gericht auf eine Provinzialsynode in Erfurt. Das Urteil des Gerichts ist nicht bekannt, Heinrich I. von Bingarten verzichtete jedoch, gezwungen oder freiwillig, Mitte 1149 auf die Abtei Fulda. Sein dortiger Nachfolger wurde Abt Markward. Er blieb jedoch bis zu seinem Tod, wahrscheinlich in der ersten Hälfte des Jahres 1155, Abt in Hersfeld. Ab 1152 war er auch auf Hoftagen des neuen Königs Friedrich I. und als Zeuge auf dessen Urkunden vertreten. Heinrich I. von Bingarten gilt aufgrund seiner erfolgreichen Sicherung des Abteibesitzes und seines reichspolitischen Engagements als einer der bedeutendsten Hersfelder Äbte.